# Casa Saloi
La Casa Saloi és una obra de Tremp (Pallars Jussà) protegida com a Bé Cultural d'Interès Local.

## Descripció
La Casa Saloi està situada al nucli urbà de Tremp, concretament a la Rambla del Doctor Pearson, una de les vies adjacents a l'antic nucli emmurallat.